# 북광주우체국
북광주우체국(北光州郵遞局)은 우편·금융업무를 담당하는 과학기술정보통신부 우정사업본부 전남지방우정청 소속기관이다. 광주광역시 북구 양일로 314(삼각동 779-1)에 있다.

## 연혁
- 1986년 6월 27일: 북광주우체국 개국
- 1997년 10월 1일: 현업관서 편제 개편(3과에서 4과 1실 변경)
- 1998년 7월 21일: 금융창구 통합운영(금융93600-10206)
- 1999년 12월 30일: 4과 1실에서 3과 1실로 변경(업무2과 폐지)
- 2000년 5월 25일: 판촉팀 신설
- 2001년 3월 20일: 광주태봉우편취급소를 북구 신안동 479-54에서 신안동 480-53으로 이전[1]
- 2001년 5월 1일: 총괄우체국 관리기능 광역화 확대(북광주:곡성,구례)
- 2001년 7월 2일: 광주용두동우편취급소 개국[2]
- 2001년 12월 3일: 아파트단지 재개발로 인해 광주운암동우체국을 북구 운암동 366-4에서 운암동 86-1로 이전[3]
- 2005년 6월 29일: 영업과 마케팅실에서 우편영업실로, 우편물류과 소포실 신설
- 2007년 7월 1일: 광주매곡동우편취급소 폐국[4]
- 2010년 10월 1일: 총괄우체국 광역화(북광주:담양,장성,곡성)
- 2010년 11월 15일: 관내 매곡동우체국 신축 개국
- 2011년 10월 1일: 행정구역 변경으로 관내 우체국 이동(동림2지구우체국→서광주우체국, 중흥동우체국과 두암삼정우체국→광주우체국). 광주광역시 4개 자치구 경계조정으로 인해 관할 우편구역 변경[5]

| 배달구역                                    | 변경 전      | 변경 후      | 비고             |
| ------------------------------------------- | ------------ | ------------ | ---------------- |
| 북구 중흥동 · 우산동 · 풍향동 · 두암동 일부 | 북광주우체국 | 광주우체국   | 동구 계림동 편입 |
| 북구 운암동 · 동림동 일부                   | 북광주우체국 | 서광주우체국 | 서구 동천동 신설 |
| 서구 광천동 일부                            | 서광주우체국 | 북광주우체국 | 북구 임동 편입   |
| 동구 산수동 일부                            | 광주우체국   | 북광주우체국 | 북구 풍향동 편입 |

- 2011년 12월 1일: 북동우체국 폐국
- 2014년 7월 7일: 전남대학교우체국이 북광주우체국과 통폐합, 광주교육대학교우체국이 광주두암1동우체국과 통폐합되어 폐국[6]
- 2020년 6월 1일: 북광주우체국을 삼각동 779-1로 이전

## 관할 우체국
| 우체국명               | 사진 | 주소                                          | 비고                          |
| ---------------------- | ---- | --------------------------------------------- | ----------------------------- |
| 광주각화동우편취급국   |      | 광주광역시 북구 면앙로165번길 100-2 (각화동)  |                               |
| 광주교육대학교우체국   |      | 광주광역시 북구 필문대로 55                   | 2014년 7월 7일 폐국           |
| 광주동림동우체국       |      | 광주광역시 북구 북문대로 238 (동림동)         |                               |
| 광주동운동우편취급국   |      | 광주광역시 북구 북문대로 2 (운암동)           |                               |
| 광주두암1동우체국      |      | 광주광역시 북구 군왕로 95-1 (두암동)          |                               |
| 광주두암동우체국       |      | 광주광역시 북구 동문대로 160 (두암동)         |                               |
| 광주매곡동우체국       |      | 광주광역시 북구 서하로 88 (매곡동)            |                               |
| 광주매곡동우편취급소   |      | 광주광역시 북구 매곡동 214-16                 | 2007년 7월 1일 폐국           |
| 광주문흥동우체국       |      | 광주광역시 북구 대천로 140-1 (문흥동)         |                               |
| 광주밤실우편취급국     |      | 광주광역시 북구 필문대로 77(풍향동)           |                               |
| 광주본촌공단우편취급국 |      | 광주광역시 북구 하서로241번길 3 (양산동)      |                               |
| 광주본촌동우체국       |      | 광주광역시 북구 본촌마을길 95 (본촌동)        |                               |
| 광주북구청우체국       |      | 광주광역시 북구 우치로 77 (용봉동)            |                               |
| 광주석곡우편취급국     |      | 광주광역시 북구 석곡로 605 (망월동)           |                               |
| 광주양산동우체국       |      | 광주광역시 북구 하서로 349 (양산동)           |                               |
| 광주오치동우체국       |      | 광주광역시 북구 서하로 241 (오치동)           |                               |
| 광주용두동우편취급국   |      | 광주광역시 북구 하서로423번길 24 (용두동)     | 2001년 7월 2일 신설           |
| 광주용봉금호우편취급국 |      | 광주광역시 북구 비엔날레로 94 (용봉동)        |                               |
| 광주우산동우체국       |      | 광주광역시 북구 중문로 70 (우산동)            |                               |
| 광주운암동우체국       |      | 광주광역시 북구 서강로54번길 30 (운암동)      | 2001년 12월 3일 현위치로 이전 |
| 광주일곡동우체국       |      | 광주광역시 북구 설죽로 523 (일곡동)           |                               |
| 광주태봉우편취급국     |      | 광주광역시 북구 서암대로 159 (신안동)         | 2001년 3월 20일 현위치로 이전 |
| 광주효죽동우체국       |      | 광주광역시 북구 동문대로 53 (우산동)          |                               |
| 전남대학교우체국       |      | 광주광역시 북구 용봉로 77                     | 2014년 7월 7일 폐국           |
| 전남대학교우편취급국   |      | 광주광역시 북구 용봉로 77 전남대학교(용봉동)  |                               |
| 청사우편출장소         |      | 광주광역시 북구 첨단과기로208번길 43 (오룡동) |                               |